# Zakliczyn (powiat myślenicki)
Zakliczyn – wieś w Polsce, położona w województwie małopolskim, w powiecie myślenickim, w gminie Siepraw.
W latach 1975–1998 miejscowość należała administracyjnie do województwa krakowskiego.

## Integralne części wsi
| SIMC    | Nazwa    | Rodzaj     |
| ------- | -------- | ---------- |
| 0334008 | Działy   | część wsi  |
| 0334014 | Kamionka | część wsi  |
| 0994510 | Kobylak  | przysiółek |
| 0334020 | Pakuz    | przysiółek |
| 0334037 | Podlesie | część wsi  |
| 0334043 | Wieś     | część wsi  |
| 0334050 | Zadziele | część wsi  |
| 0994561 | Zagrody  | przysiółek |

## Historia
Od XVI do XVIII wieku właścicielami Zakliczyna była rodzina herbu Trąby, która posiadała również Myślenice i Jordanów. W roku 1872 ówczesny właściciel dworu Wiktor Kopff wybudował nowy dwór na północ od starych dębów. Dwór był murowany, na planie prostokąta, kryty dachem dwuspadowym. W 1934 roku dwór wraz z 50 ha ziemi kupiło małżeństwo Wacław Iwaszkiewicz i Irena Iwaszkiewicz z domu Sokołowska.
Od początku XX w. zbierano fundusze na budowę nowego kościoła parafialnego. Plany zniweczyła hiperinflacja z początku lat 20. XX w.
Kilka miesięcy po wybuchu I wojny światowej Zakliczyn zajęły wojska rosyjskie. Rozpoczęły się rabunki i gwałty. 1 listopada 1916 r. okupujące Zakliczyn wojska austriackie zdjęły dwa dzwony kościelne o łącznej wadze 251 kg za które zapłacono 1004 korony (4 korony za kg). Najcięższy dzwon ocalał. W 1920 r. Zakliczyn zajęło odradzające się wojsko polskie.
W pierwszych dniach II wojny światowej dwór dostarczył wóz taborowy komisji poborowej w Wieliczce i 3 szt. bydła dla komendy garnizonowej w Krakowie.

## Zabytki
Obiekty wpisane do rejestru zabytków nieruchomych województwa małopolskiego.
- Zespół dworski: dwór, stajnia, stodoła, otoczenie, drzewostan;
- kościół parafialny pw. Wszystkich Świętych, otoczenie.
Drewniany, kościół w stylu rokoko budowany w latach 1774–1775 pw. Wszystkich Świętych, przez ks. Wojciecha Brandysiewicza. Najcenniejszym zabytkiem jest krzyż w prezbiterium, pochodzący z lat 1430–1440. Kilka obrazów z XVII i XVIII wieku: Matka Boska Różańcowa zwaną Zakliczyńską (w ołtarzu bocznym), Ecce Homo, św. Mikołaj czy też stacje Męki Pańskiej. Gotycka chrzcielnica datowana jest na połowę XV wieku. Dzwon kościelny z 1761 roku.

## Turystyka
W Zakliczynie znajduje się Czerwona Góra z Diablimi Skałami, na których uprawiany jest bouldering. W skałach tych znajdują się dwie jaskinie: Jaskinia w Czerwonej Górze Pierwsza i Schronisko w Czerwonej Górze Drugie. Przez Czerwoną Górę prowadzi szlak turystyki pieszej i ścieżka rowerowa, a u jej podnóży jest wiata dla turystów (przystanek Czerwona Góra).

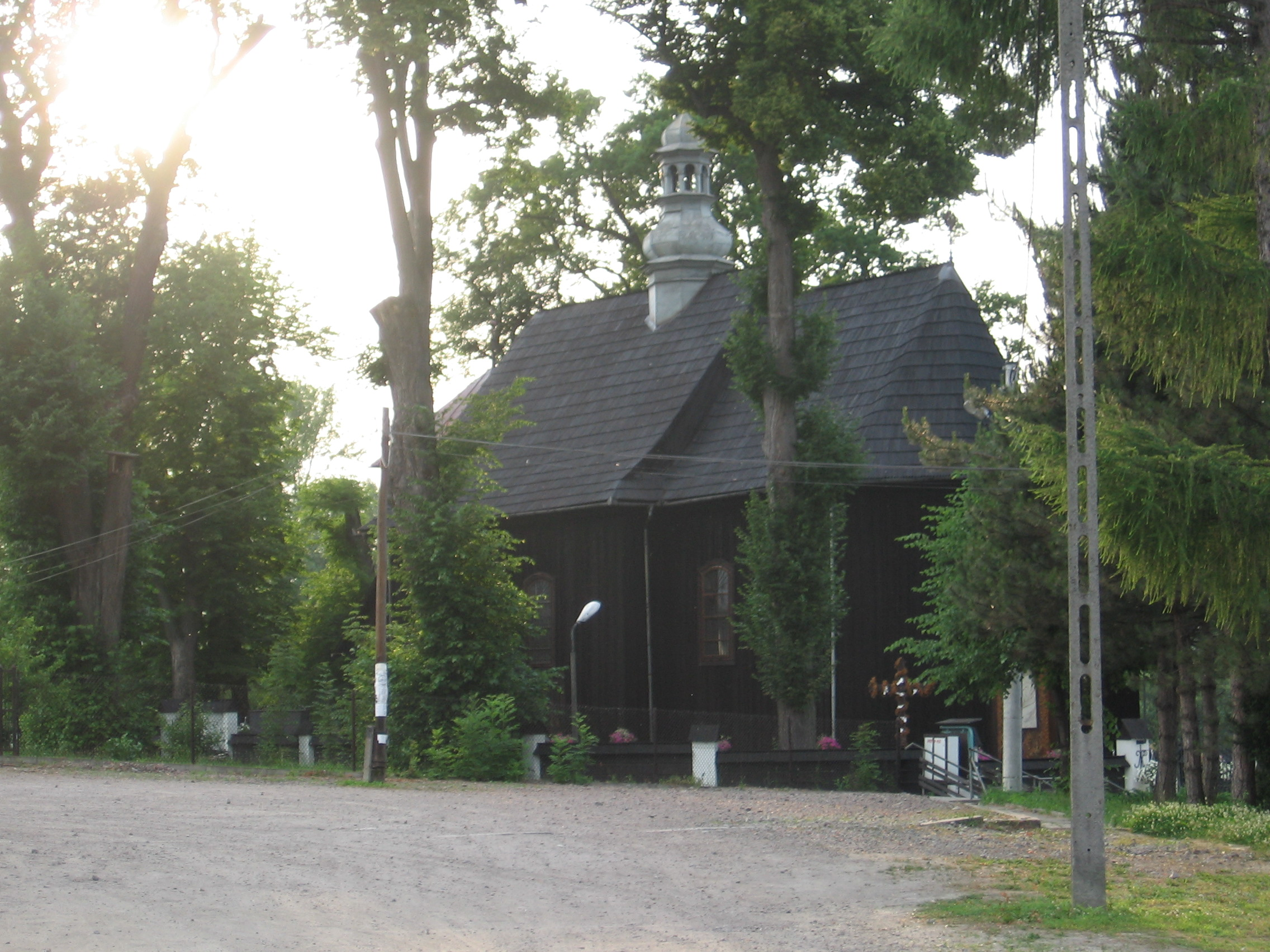
Kościół pw. Wszystkich Świętych XVIII w.
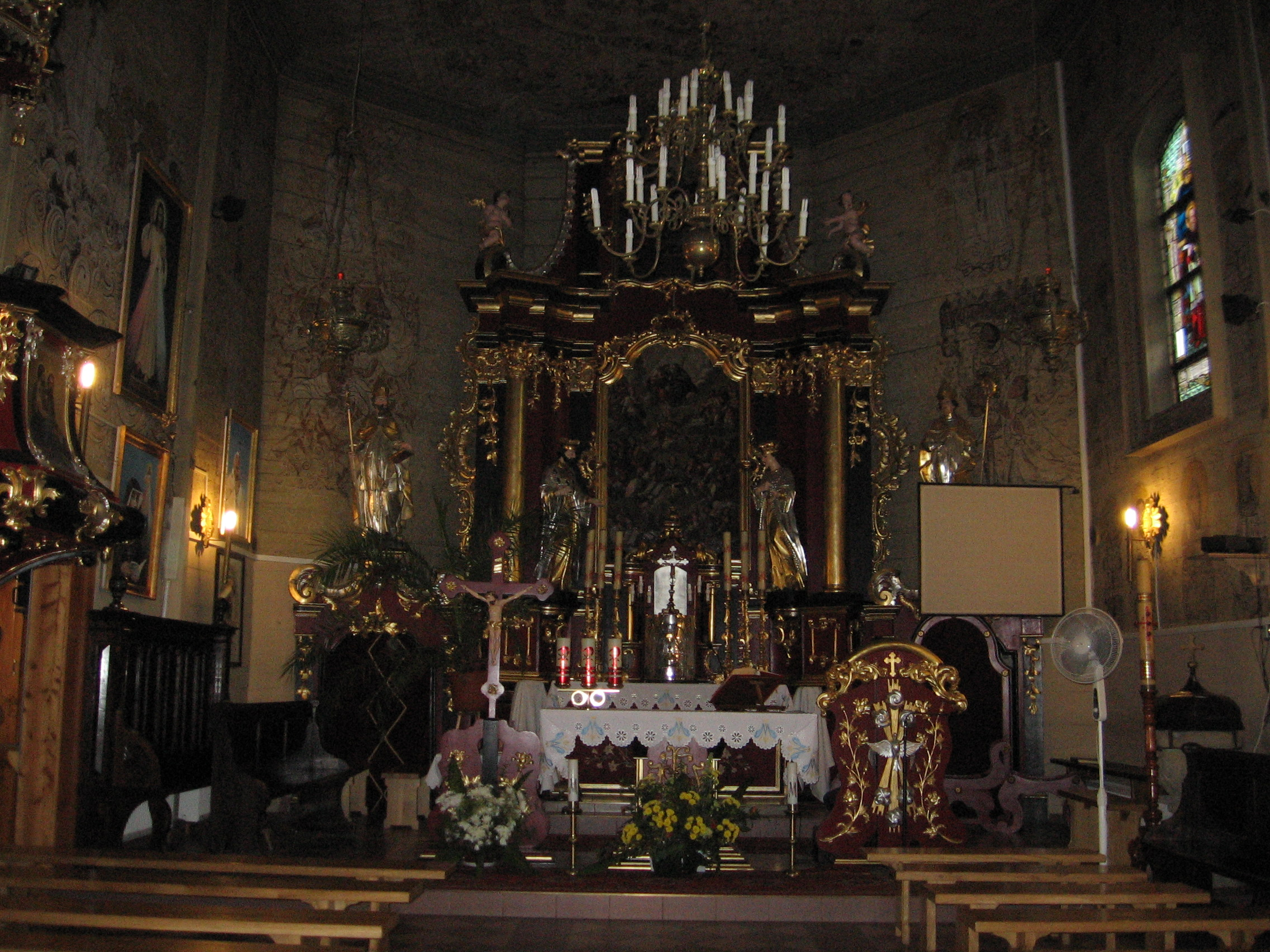
Ołtarz główny